# Heterachthes polingi
Heterachthes polingi là một loài bọ cánh cứng trong họ Cerambycidae.